# Konstantinos Laifis
Konstantinos Laifis (Paralimni, 19 de mayo de 1993) es un futbolista chipriota que juega de defensa en el APOEL de Nicosia de la Primera División de Chipre.

## Carrera
Antes de jugar al fútbol profesional con el Anorthosis en la temporada 2012/13, Konstantinos Laifis jugó en las categorías inferiores del Enosis Neon Paralimni chipriota.A los 16 años de edad tanto él como otros jugadores chipriotas fueron llamados por la cantera del Nottingham Forest, en la que estuvo 3 años.

### Anorthosis Famagusta
En el mercado de invierno de la temporada 2012/13 ficha por el Anorthosis en la que sólo juega un partido. Ya en la pretemporada debido a las lesiones de varios compañeros se hace con el puesto de lateral izquierdo.

### Alki Larnaca
Fue cedido en la temporada 2013/14 fue cedido, durante la primera vuelta, al Alki Larnaca FC que acabaría descendiendo a la Segunda División de Chipre. Jugó un total de 15 partidos y anotó 1 gol.

### De vuelta al Anorthosis
Acabaría jugando 10 partidos de la temporada 2013/14. En las dos siguientes temporadas jugó un total de 53 partidos.24 en la 2014/15 y 29 en la temporada 2015/16.

### Olimpiacos y Standard de Lieja
Al finalizar la temporada el actual campeón de la equipo de la Superliga de Grecia lo ficha, pero a las siguientes semanas es cedido al Standard de Lieja de la Jupiler Pro League belga.

## Selección nacional
Ha estado presente con la selección chipriota en todas sus categorías. Debutó con la selección absoluta de Chipre el 16 de noviembre de 2014 en un partido para la clasificación de la Eurocopa de 2016 en la que su selección se impuso por 5 a 0 a la Andorra.
Marcó su primer gol como internacional en la victoria por 3 a 1 contra Gibraltar valedero para la clasificación para el Mundial de Rusia 2018.

## Palmarés

### Campeonatos nacionales
| Título              | Club              | País    | Año  |
| ------------------- | ----------------- | ------- | ---- |
| Copa de Bélgica     | Standard de Lieja | Bélgica | 2018 |
| Supercopa de Chipre | APOEL de Nicosia  | Chipre  | 2024 |